# Амтхауэр, Рудольф
Рудольф Амтхауэр (нем. Rudolf Amthauer; 1920—1989) — немецкий психолог. В профессиональной карьере он концентрировался на проблеме структуры интеллекта, ранее до него крайне неизученную область психологии.
Создал тест структуры интеллекта, получивший название в честь его имени. Первая версия теста была разработана в 1953 году, последняя редакция сделана Амтхауэром в 1973 году. Изначально тест предназначался для диагностики уровня общих способностей в связи с проблемами профессиональной психодиагностики. Тест дает довольно точные результаты.
В 1978 году был награжден орденом «За заслуги перед Федеративной Республикой Германия»

## Работы
- Амтхауэр Р. Intelligenz und Beruf. — 1953.
- Амтхауэр Р. Zum Problem der produktiven Begabung. — 1961.